# Darius (Highlander)
Darius è un personaggio fittizio dalla serie televisiva Highlander interpretato dall'attore Werner Stocker, con la voce italiana di Sandro Jovino.
Darius è un immortale di oltre duemila anni che vive come frate a Parigi, è amico e mentore del protagonista della serie Duncan MacLeod.
Appare per la prima volta nell'episodio Secoli di odio nel 1993 ed è presente in altri quattro episodi della stessa stagione e anche in un libro.

## Personaggio

### Fisicità e personalità
Il produttore esecutivo Bill Panzer spiegò che il personaggio doveva essere un mentore per Duncan MacLeod, così come era accaduto per Ramirez, il maestro di Connor MacLeod. Il consulente creativo David Abramowitz aveva come idea iniziale per Darius che avesse un brutto viso ma una bella anima, ma l'idea venne abbandonata quando Stocker venne reclutato e Darius divenne l'esempio morale della serie.
In passato, Darius era descritto come egoista, manipolatore e cinico, che disprezzava i mortali; nonostante questo era amato dal suo esercito. Dopo aver ottenuto la Reminiscenza Bianca da un altro immortale, la personalità di Darius cambia radicalmente, diventando buono, generoso, affidabile, ma soprattutto non più dedito alla violenza e alle guerre.
Alla sua prima apparizione, Darius dà subito l'idea di una brava persona. È un monaco e come tale indossa un lungo saio. È un portatore di pace, avendo rigettato la violenza mille e cinquecento anni fa. Si è ritirato su terra consacrata dove agli altri Immortali è proibito combattere e vive nella sua spartana sacrestia, riceve visite da altri Immortali, studia libri arcaici, lo vediamo almeno una volta giocare ai wargame (lo vediamo in un episodio giocare a tavolino con Duncan MacLeod ad un wargame napoleonico, attraverso una ricostruzione con miniature di una battaglia dell'epoca - e proprio su un campo di battaglia in epoca napoleonica si sono incontrati per la prima volta Duncan e Darius) e beve antiche bevande. Nonostante sia un affermato francescano, Darius studia anche il buddismo e l'induismo, poiché affascinato dalle loro dottrine in quanto sono dedite alla pace e combattono la guerra.
Nonostante il suo cambiamento, Darius afferma di non aver dimenticato il suo passato e non intende rinnegarlo; Duncan MacLeod afferma che, nonostante Darius sia un sacerdote, egli pensa ancora come un guerriero.

### Poteri
Come tutti gli immortali non può invecchiare, ha la capacità di respirare sott'acqua, possiede un elevato fattore rigenerante, ma non può procreare. L'unica possibilità di ucciderlo è tagliargli la testa. È dotato di un'enorme forza fisica, con la quale riesce a sollevare la sua pesantissima lama senza risentire sforzi, ed, come tutti della sua specie, è un abilissimo spadaccino. Darius viene descritto come il più saggio fra gli immortali. Inoltre Darius è dotato di una grande intelligenza ed è un esperto di strategia e tattica militare, nonché di svariate tecniche di combattimento.

## Biografia del personaggio

### Nella serie
Nella prima stagione della serie, il monaco Immortale Darius viene descritto come un antico condottiero che conduceva un'armata attraverso l'Europa. Quando raggiunse le porte di Parigi, Darius incontrò un sacro uomo Immortale che provava a proteggere la città. Quando Darius decapitò il sacro uomo la sua essenza pura cambiò la personalità di Darius che sciolse la sua armata e passò i successivi mille anni a vivere in pace su terra consacrata. Il suo pupillo, Grayson, sentendosi tradito, decise di abbandonare Darius e cominciò ad uccidere i suoi protetti.
Darius incontrò Duncan MacLeod durante la battaglia di Waterloo. Mentre Duncan era impaziente di ritornare a combattere per vendicare un suo compagno, Darius tentò di mostrargli il valore della vita umana e l'inutilità della guerra. Successivamente i due si ritrovarono più volte a Parigi, luogo in cui Darius addestrò Duncan più volte. Nonostante gli insegnamenti, il giovane scozzese non riuscì mai a comprendere del tutto Darius, in quanto quest'ultimo era pronto a risparmiare anche persone malvagie. Successivamente Duncan si trasferirà in America, mentre Darius rimarrà come monaco a Parigi.
Successivamente Darius chiama Duncan per fargli proteggere un suo pupillo, Paulus, da Grayson, il quale sta uccidendo gli allievi dello stesso Darius per fargli abbandonare la terra consacrata in modo tale da combatterlo. Duncan acconsente alla richiesta di aiuto e, dopo aver protetto Paulus per ben due volte, incontra Grayson e lo decapita.
Alla fine della prima stagione, Darius viene ucciso dai "I Cacciatori", un'organizzazione di mortali.  Nella prima puntata della seconda stagione si scoprirà che questi sono una branca esterna agli Osservatori comandata da James Horton che hanno lo scopo di uccidere tutti gli Immortali.
Il seguito della presenza di Darius nella serie venne bloccato dalla malattia e successiva morte di Stocker, che spinse Abramowitz a riscrivere l'ultima puntata della prima stagione I cacciatori.